# Malamorenò (album)
Malamorenò è il secondo album in studio della cantante italiana Arisa, pubblicato il 19 febbraio 2010 dalla Warner Music Italy.
Il disco contiene La gioia di un attimo, la prima canzone scritta interamente da Arisa e solo su iTunes è disponibile un undicesimo brano intitolato Aria.

## Descrizione
L'album è stato pubblicato contemporaneamente alla partecipazione della cantante al Festival di Sanremo 2010 con la canzone che ha dato il titolo al disco, Malamorenò. Per la promozione del disco è stato poi diffuso in radio un secondo singolo, Pace.
È stato prodotto da Maurizio Filardo e Giuseppe Mangiaracina.

### Testi e contenuti
Per la prima volta la cantante ha collaborato alla scrittura dei testi, venendo accreditata per diverse tracce, nonostante la quasi totalità dei brani siano stati scritti anche o solamente da Giuseppe Anastasi. In particolare ha scritto interamente la settima traccia, La gioia di un attimo, che parla dei pensieri di una ragazza a cui scocca un colpo di fulmine per un uomo incontrato su un autobus.
Le altre canzoni spaziano tra diversi argomenti: si passa da temi legati alla vita di coppia come la convivenza (in L'inventario di un amore), l'innamoramento (La gioia di un attimo) e l'amore (Se non ci fossi tu, Oggi e Tornerai) ad altri più inconsueti come la televisione (Sai che c'è), gli stati d'animo (Pace) e il gruppo sociale che si crea in un condominio (Il condominio). L'album termina con Scivola veloce, il brano più lungo del disco che termina con una lunga parte strumentale e che tratta il tema dell'attaccamento alla vita.
La stessa traccia che ha dato il titolo all'album ed è stata estratta come singolo parla dell'amore come espediente per superare le avversità del mondo. Il brano Oggi, di cui il suo autore e fidanzato Giuseppe Anastasi aveva scritto l'inciso mentre la cantante ha invece ha completato il testo, invoca "le forze della natura e tutto ciò che ho a portata di mano per conquistare il mio uomo perché voglio vivere la mia vita con lui".

## Tracce
1. L'inventario di un amore – 3:40 (Giuseppe Anastasi, Arisa)
2. Oggi – 3:33 (testo: Giuseppe Anastasi, Arisa – musica: Giuseppe Anastasi)
3. Tornerai – 3:11 (Giuseppe Anastasi)
4. Malamorenò – 3:02 (Giuseppe Anastasi)
5. Pace – 3:48 (Giuseppe Anastasi)
6. Il condominio – 3:57 (testo: Giuseppe Anastasi, Maurizio Filardo – musica: Giuseppe Anastasi, Giuseppe Mangiaracina, Maurizio Filardo)
7. La gioia di un attimo – 3:47 (Arisa)
8. Sai che c'è – 3:08 (Stefano Galafate, Giuseppe Anastasi, Arisa)
9. Se non ci fossi tu – 3:37 (Giuseppe Anastasi)
10. Scivola veloce – 5:01 (Giuseppe Anastasi)

Traccia bonus nell'edizione di iTunes
1. Aria – 2:44 (Giuseppe Anastasi)

## Formazione
- Arisa – voce
- Piero Monterisi – batteria
- Puccio Panettieri – batteria
- Josè Ramon Caraballo – percussioni
- Maurizio Filardo – glockenspiel, chitarra acustica, chitarra elettrica, banjo, tres, ukulele
- Giuseppe Mangiaracina – basso, contrabbasso
- Salvatore Mufale – tastiera, pianoforte
- Marcello Sirignano – violino
- Giuseppe Tortora – violoncello
- Fernando Brusco – tromba
- Massimo Dedo – trombone, flauto
- Boop Sisters (Giò Giò Rapattoni, Alessia Piermarini) – cori

## Classifiche
| Classifica (2010) | Posizione massima |
| ----------------- | ----------------- |
| Italia            | 23                |